# Орешников, Борис Александрович
Борис Александрович Орешников (29 января 1938—2004, Москва) — советский футболист, нападающий.
В 1959 году играл за клубную команду СКВО Одесса в первенстве Украинской ССР. В следующем году был в составе команды в классе «Б». 1961 год провёл в команде города Серпухова. В 1962 перешёл в ЦСКА, за который провёл 25 матчей, забил три гола в классе «А». 1963 год провёл в одесском «Черноморце» в классе «Б». В 1964 году вместе с московским «Локомотивом» вышел в класс «А», где за 4 сезона сыграл 100 матчей, забил 15 голов. Завершил карьеру в 1969 году, в течение которого выступал за «Спартак» Кострома и «Рассвет» Красноярск